# بيني بنجامين
بيني بنجامين (بالإنجليزية: Bennie Benjamin)‏ هو كاتب أغاني أمريكي، ولد في 4 نوفمبر 1907 في كريستيانستيد في الولايات المتحدة، وتوفي في 2 مايو 1989 في نيويورك في الولايات المتحدة.

## وصلات خارجية
- بيني بنجامين على موقع IMDb (الإنجليزية)
- بيني بنجامين على موقع ميوزك برينز (الإنجليزية)
- بيني بنجامين على موقع أول ميوزيك (الإنجليزية)
- بيني بنجامين على موقع ديسكوغز (الإنجليزية)